# Gut Kaltenbrunn

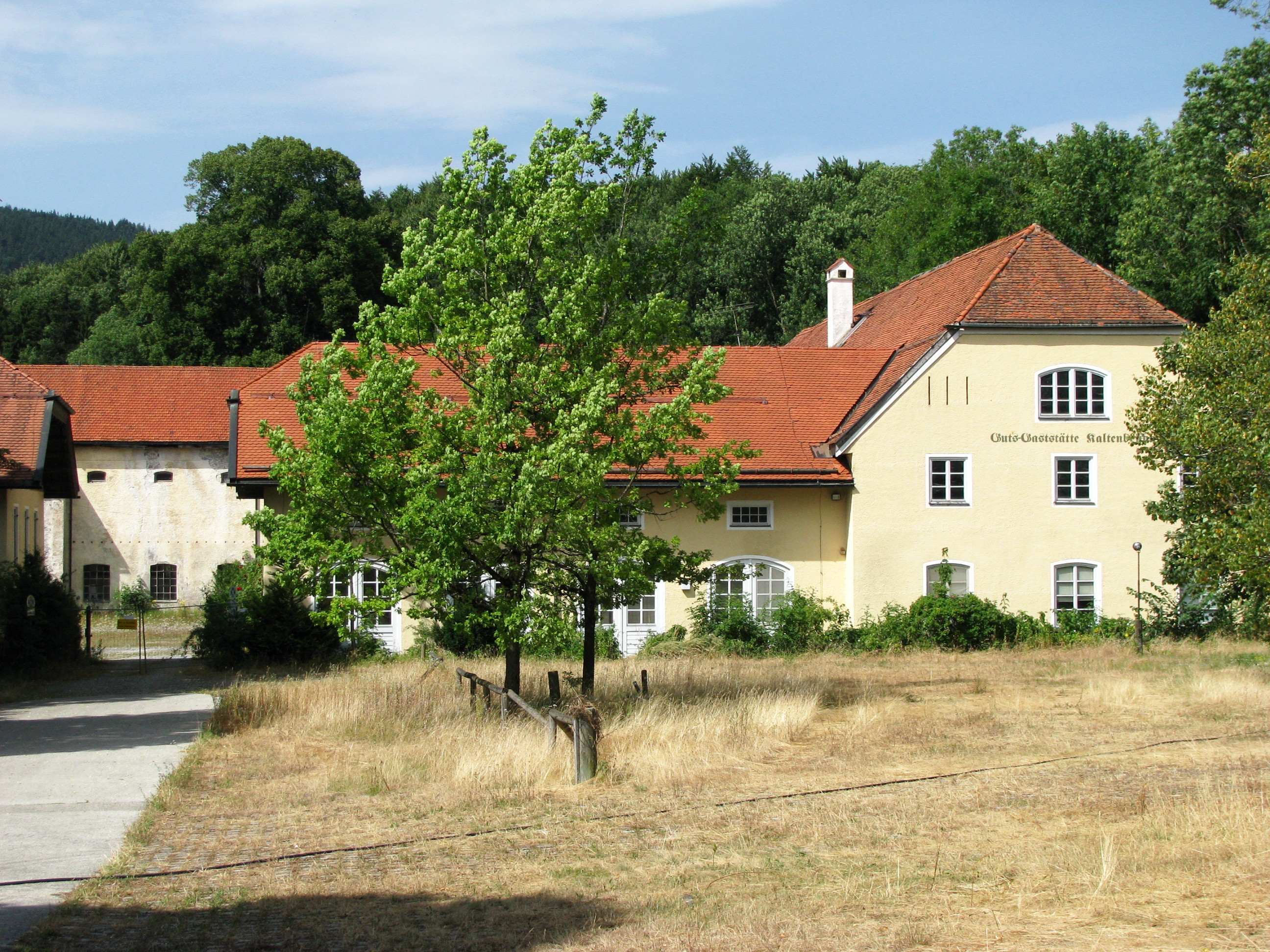
Guts-Gaststätte Kaltenbrunn (Bild von 2013, während des Leerstandes)

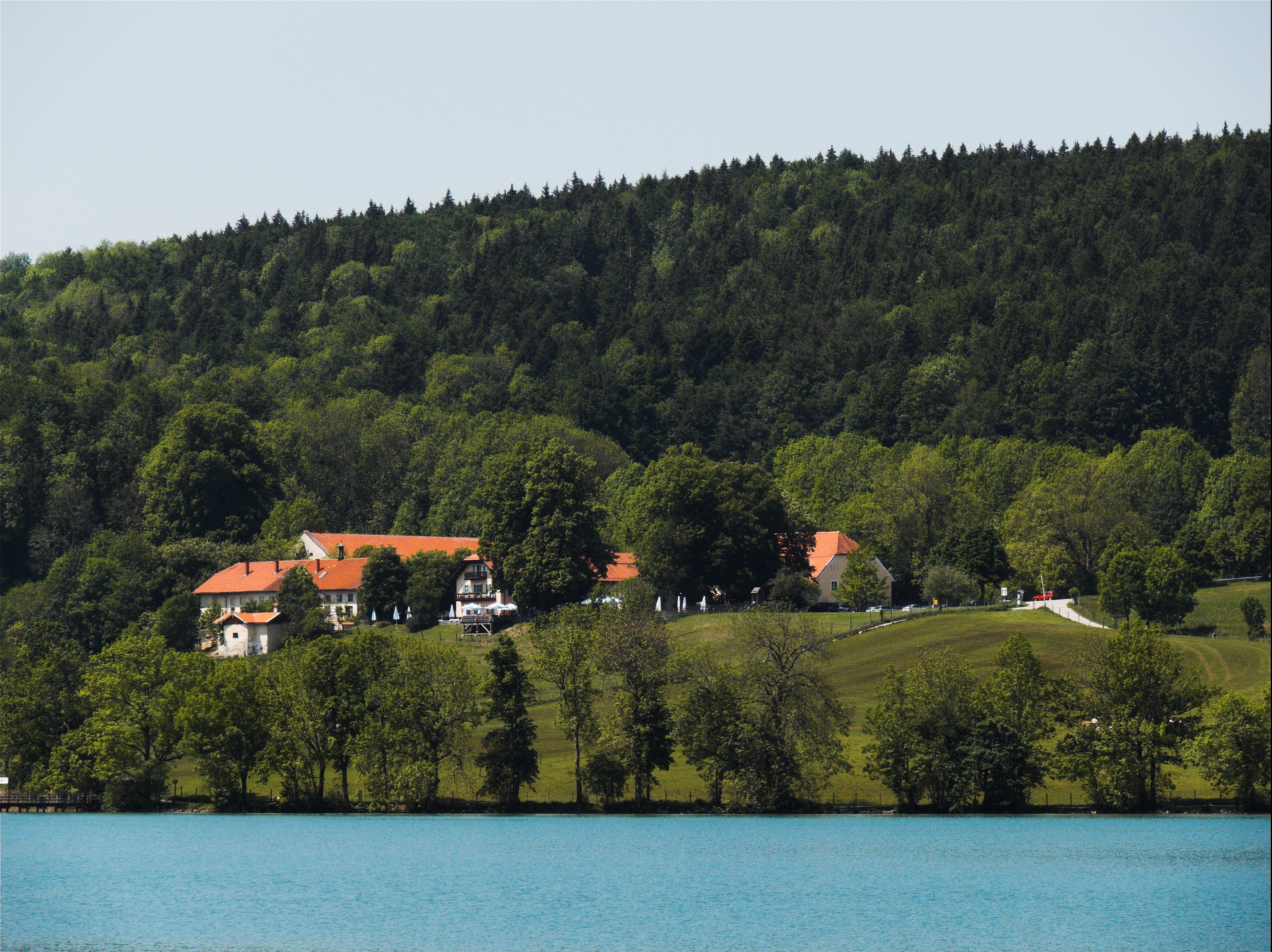
Gut Kaltenbrunn von Südosten

Gut Kaltenbrunn ist ein im Kern aus dem 14. Jahrhundert stammender denkmalgeschützter Vierseithof am Nordufer des Tegernsees in Gmund am Tegernsee. Das Gut gehörte ursprünglich dem Kloster Tegernsee. 1821 erwarb es der bayerische König und es blieb, bis es 1975 die Schörghuber Gruppe erwarb, im Eigentum der Wittelsbacher.
In den 2000er Jahren erfuhr es, aufgrund eines Hotelprojekts, das vom bayerischen Verfassungsgericht als verfassungswidrig gestoppt wurde, ein großes Medienecho.
Gut Kaltenbrunn ist sowohl als Einzel-Baudenkmal, wie auch Ensemble verzeichnet. Der im Westen des Gutes anschließende Turmhügel der Burg Ebertshausen ist als Naturdenkmal geschützt. Außerdem sind der mittelalterliche Turmhügel und die mittelalterlichen Vorgängerbauten von Gut Kaltenbrunn als Bodendenkmal verzeichnet.

## Baubestand
Bei Gut Kaltenbrunn handelt es sich um einen Vierseithof, der in der Anlage im 15. Jahrhundert entstanden ist. Die vier Gebäude des Hofes stehen sowohl als Ensemble als auch einzeln unter Denkmalschutz. Das ehemalige Herrenhaus bzw. Königshaus liegt im Osten und wird als Gasthaus genutzt. Das südliche gelegene Wirtschaftsgebäude ist das ehemalige Gesindehaus, einen zweigeschossigen Schopfwalmdachbau mit Giebellaube und Glockenständer, das um 1825 errichtet wurde und das im Kern aus dem 14. Jahrhundert stammt. Im Westen liegt ein ehemaliger Rinderstall in Form eines zweigeschossigen Flachsatteldachbaus, der 1878 bezogen wurde. Das nördliche Wirtschaftsgebäude wurde um 1825 in Form eines zweigeschossigen Halbwalmdachbaus errichtet und als Pferdestall genutzt. An diesem nördlichen Gebäude findet sich in Form eines östlich hakenförmig angebauten Schopfwalmdachanbaus die ehemalige Wagenremise.

## Geschichte
Ursprünglich befand sich der Grund im Besitz des Klosters Tegernsee. Erster nachweisbarer privater Grundbesitzer des Gutsgrundes in direkter Nachbarschaft der Burg Ebertshausen ist 1346 ein „Puchmair“. Seinen Namen erhielt das Gut Kaltenbrunn von einer 1411 zugezogenen Bauernfamilie aus Kaltenpronn, welche den Grund über mehrere Generationen bewirtschaftete. Das Gut wurde mehrfach verkauft, bis 1777 das Kloster Tegernsee unter Abt Gregor I. das Gut zurückkaufte. Das Kloster richtete das Gut an der Milchviehzucht aus. Im Zuge der Säkularisation wurde das Gut Kaltenbrunn 1803 an den Jägerbauern aus Warngau veräußert. Der Kaufpreis von 11.000 Gulden lag deutlich unter dem damaligen Marktwert des Gutes. Auf Drängen von Königin Auguste erwarb König Max I. Joseph am 1. Mai 1821 das Gut für 44.000 Gulden. Er richtete wieder eine Viehzucht ein und baute den Betrieb zu einer Musterökonomie aus. 1822, anlässlich des Kaisertreffens mit Alexander I. von Russland und Franz I. von Österreich, lud König Max zu einem Fest nach Kaltenbrunn ein. Das Tal wurde durch ein abendliches Feuerwerk und große, nächtliche Feuer auf allen Gipfeln rund um den See erleuchtet. 1825 erbte Königin-Witwe Karoline von Bayern das Gut. Nach deren Tod 1841 ging Gut Kaltenbrunn in den Besitz von Prinz Karl von Bayern über. 1875 erbte dessen Neffe Herzog Carl Theodor in Bayern Kaltenbrunn, bevor 1909 dessen ältester Sohn Herzog Ludwig Wilhelm in Bayern den Gebäudekomplex und das Grundstück übernahm. Erst 1960 endete die über Jahrhunderte währende Rinderzucht in Kaltenbrunn und wurde durch einen Reitclub ersetzt.  Nach dem Tode von Herzog Ludwig Wilhelm erbte Max Emanuel Herzog in Bayern das Gut Kaltenbrunn, der es 1975 an die Schörghuber Unternehmensgruppe veräußerte.
Es wurde bis 2008 als Gastwirtschaft mit Biergarten betrieben. Am Seeufer lag das zugehöriges Strandbad.

### Hotel-Pläne
Pläne aus dem Jahr 2001, das Gut Kaltenbrunn zu einem Hotel zu erweitern scheiterten 2008, da ein eigens für den Bau eines Fünf-Sterne-Hotels der gehobenen Kategorie mit Wellnessangeboten, Räumlichkeiten für Tagungen, Seminare, Familienfeiern und Kulturveranstaltungen aufgestellte Bebauungsplan der Gemeinde Gmund vom Bayerischen Verfassungsgerichtshof wegen Missachtung der Belange des Denkmalschutzes für nichtig erklärt wurde.
Nach kontroversen Diskussionen inklusive eines Bürgerentscheides wurde am 25. März 2004 ein Bebauungsplan der Gemeinde Gmund öffentlich bekannt gemacht, der die Errichtung der Hotelanlage ermöglichen sollte. Das Planungsgebiet der Hotelanlage lag im Landschaftsschutzgebiet „Tegernsee und Umgebung“. Am 22. Januar 2004 nahm der Landkreis Miesbach das Gebiet aus der Landschaftsschutzverordnung aus, um den Bau einer Hotelanlage zu ermöglichen. Dafür hätte das Gesindehaus, der Pferdestall (nebst Wagenremise) und das Salettl abgerissen werden sollen. Vor der Ostseite (Innenhofseite) des ehemaligen Rinderstalls war ein zweigeschossiger, fünf Meter tiefer Orangeriebau vorgesehen. Am 12. September 2007 wurde beim Bayerischen Verfassungsgerichtshof eine Popularklage gegen den Bebauungsplan der Gemeinde Gmund eingereicht. Der Bayerische Verfassungsgerichtshof erklärte am 22. Juli 2008 (Vf. 11-VII-07), dass der Bebauungsplan mit Grünordnungsplan Nr. 40 „Gut Kaltenbrunn“ der Gemeinde Gmund am Tegernsee vom 9. Dezember 2003 gegen Art. 118 Abs. 1 BV verstößt und deshalb nichtig ist. In der Urteilsbegründung des Bayerischen Verfassungsgerichtshofs heißt es unter anderem: „Der Bebauungsplan „Gut Kaltenbrunn“ missachtet die Belange des Denkmalschutzes (Art. 141 Abs. 2 BV, § 1 Abs. 5 Satz 2 Nr. 5 BauGB 1998) in sachlich schlechthin nicht mehr zu rechtfertigender Weise und damit unter Verstoß gegen Art. 118 Abs. 1 BV.“.
Nach dem Scheitern der Pläne wurde der Betrieb geschlossen, Gut Kaltenbrunn stand leer.

### Wiedereröffnung
Das zugehörige Strandbad wurde 2010 im Sommer wieder geöffnet, jedoch zunächst ohne Gastronomie.
Im September 2013 wurde bekannt, dass die Eigentümer ein neues Gastronomiekonzept in Zusammenarbeit mit Michael Käfer erarbeitet haben. Der sogenannte Königsflügel wurde bis 2015 saniert und zum Sommer 2015 in diesem Teil des Gebäudes eine Gaststätte eröffnet. Sie besteht aus dem Restaurant mit mehreren Gasträumen und einem Biergarten auf der Hangseite. Die weiteren Gebäudeteile werden in späteren Bauabschnitten saniert. Michael Käfer und sein Gastronomieunternehmen pachten aber von Anfang an das ganze Gut Kaltenbrunn.
Die nächste Bauphase betraf den ehemaligen Rinderstall auf der Westseite des Gutes. Er wurde im Sommer 2016 als Veranstaltungssaal für bis zu 500 Personen eröffnet.